# Амис (народ)
Ами́с, также ами или панцах (самоназвание — Amis, Ami, Pangcah; кит. трад. 阿美族, пиньинь āměi-zú, палл. амэйцзу; яп. 阿美族 ами-дзоку; пайв. Muqami) — австронезийский народ, наиболее многочисленная народность тайваньских аборигенов. Говорят на амисском языке, который относится к восточнотайваньской группе тайваньской ветви автронезийской языковой семьи, а также на китайском (гоюй и тайваньский хокло). Они занимают территорию на восточном побережье острова и долину между центральными и прибрежными горами в уездах Хуалянь и Тайдун.
В 2000 году численность амис составляла 148 992 человек, это примерно 37,5 % всего аборигенного населения Тайваня. Однако многие амис, прежде зарегистрированные как этнические китайцы, всё более заинтересованы в уточнении своего происхождения, стремятся к восстановлению традиционной культуры и языка, поэтому на конец 2020 года официально зарегистрированная в Министерстве внутренних дел численность амис составила уже 215 377 человек. Первоначально амис занимались рыболовством в Тихом океане, у амис господствовал матриархат. По традиционному укладу амис предпочитали жить большими деревнями с населением 500—1000 жителей. В настоящее время амис предпочитают жить в городах.

## Самоназвание и идентификация
Амис также называют себя «панцах», что означает «люди» или «наш народ». Название «амис», означающее «север», употребляется чаще.
По одной из теорий, так называли их племя пуюма, по отношению к которым амис живут на севере. По другой теории, жители тайдунской долины так называли себя, как пришедших с севера.
Генетически амис больше всего близки к филиппинцам.
В соответствии с Историей тайваньских аборигенов, амис делятся на пять групп:
- северные амис (долина вокруг города Хуалянь)
- центральные амис (к западу от прибрежных гор)
- прибрежные амис (к востоку от прибрежных гор)
- группа Фаланго (между Ченкуном и тайдунской равниной)
- Хэнчуньская группа (на Хэнчуньском полуострове[англ.])

Данная классификация основана скорее на географических областях, чем на культурно-языковых отличиях.

## Интересные факты
В семье амис господствуют и распоряжаются деньгами женщины.
Знаменитая песня Return to Innocence музыкального проекта Enigma построена на амисских песнопениях. Первоначально исполнителями был фольклорный дуэт мужа и жены Дифан Дуана (кит. трад. 郭英男, пиньинь Guo Yingnan) и Игай Дуана (кит. трад. 郭秀珠, пиньинь Guo Xiuzhu). Позже они подали иск по причине незаконного использования их песнопений.
Амис знамениты своим праздником урожая, который проводится с июля по сентябрь. Конкретная дата проведения праздника определяется старейшинами того или иного селения. Первыми праздник урожая проводят самые южные селения, расположенные в уезде Тайдун.
13 октября 2021 года тайваньский министр Совета коренных народов Ицянг Парод впервые сделал доклад на амисском языке в Законодательном Юане Китайской Республики (Тайваня).
Молодые амис с Тайваня проводят регулярные культурные обмены с маорийским племенем Нгати-Ману.
С 2013 года в селении Атолан уезда Тайдун проходит ежегодный Амисский музыкальный фестиваль, на котором выступают разнообразные коллективы, исполняющие этническую музыку в традиционном исполнении или современной обработке. Основатель фестиваля — уроженец селения Атолан популярный певец Суминь (кит. трад. 舒米恩), автор и исполнитель песен на амисском и китайском языках.